# Locomotiva prussiana G 7.2
La locomotiva prussiana G 7.2 era una locomotiva a vapore per servizio merci delle ferrovie prussiane a vapore saturo e a doppia espansione. Dopo il passaggio alle Deutschen Reichsbahn dal 1925 fu immatricolata come gruppo 55.7-13. Dopo la prima guerra mondiale 32 unità del gruppo vennero cedute alle Ferrovie dello Stato e immatricolate nel gruppo 421.

## Storia
Fino al 1890 le macchine più potenti della rete prussiana furono le G 5 130 ma già a tale data l'aumento del traffico ferroviario rendeva necessaria la costruzione di nuove locomotive più potenti e ciò, inevitabilmente, si traduceva in un aumento della loro massa; per mantenere il peso assiale entro limiti accettabili fu decisa la costruzione di una macchina a quattro assi accoppiati e tra i prototipi fu scelto il progetto della G 7.1 che interpretava pienamente le linee guida tracciate da Robert Garbe: affidabile, semplice e parca nei consumi di carbone e acqua. 
La costruzione delle locomotive a doppia espansione venne decisa dal Dipartimento dei Lavori Pubblici prussiano nel 1895 iniziando con una variante compound della ormai affermata G 7.1. Le locomotive dovevano essere in grado di trainare un treno di 1400 t, in piano, a 40 km/h e di 690 t su pendenza del 5 per mille a 30 km/h. Le locomotive furono quindi strutturalmente quasi identiche alle G 7.1. Erano tuttavia più pesanti anche a causa del blocco cilindri del motore compound. Le prussiane compound risultarono più economiche nei consumi principalmente nel servizio di linea ma lo erano meno nei servizi di manovra. Fatta eccezione per la direttrice di Berlino, le macchine vennero impiegate su tutte le direttrici ferroviarie.
Entro il 1911 furono messe in servizio 1641 locomotive compound consegnate da tutti i produttori alle ferrovie dello stato prussiano.
Nel 1919 molte locomotive dovettero essere consegnate in conto riparazione di danni bellici alle ferrovie di Polonia (immatricolate come "Tp 2"), Lituania ("P 7.2"), Belgio, Francia e Italia. 

Le ferrovie tedesche nel 1925 ne avevano in carico poco più di 700 unità, immatricolate come DRG Br 55.7–13, di cui la maggior parte vennero accantonate entro la fine degli anni trenta.
La maggior parte delle locomotive furono ritirate fino alla fine degli anni trenta. Nel 1935, 18 locomotive prussiane furono rilevate dalle ferrovie della regione della Saar e classificate come 55 1393-1410. Dopo la campagna di Polonia, le locomotive consegnate vennero destinate alla Polonia e alla Lituania e classificate dalla Reichsbahn tra 55 701 e 55 894 e 55 1412. Dopo la seconda guerra mondiale, le locomotive entrarono servirono nelle Ferrovie Federali e della Reichsbahn.

## Immatricolazioni successive
- DRG 55.702-1533
- ČSD 413.002-063
- MÁV 431.301-307
- FS 421
- SNCF 1-040B.301-351.

## Caratteristiche
Le locomotive avevano un telaio in acciaio rivettato e bullonato.  I due cilindri, esterni, trasmettevano il moto tramite biella motrice al terzo asse accoppiato; il destro era ad alta pressione e il sinistro a bassa pressione. La distribuzione, a meccanismo Allan, era interna.
Le sospensioni a balestra erano poste sotto ciascun asse.
Le locomotive erano dotate di un tender del tipo 3 T 12 con 5 o 7 t di carbone. Le locomotive dei primi due anni avevano cabine con tetto corto, dal 1897 questo venne esteso al di sopra della piattaforma di lavoro.